# Cryptocarya
Cryptocarya är ett släkte av lagerväxter. Cryptocarya ingår i familjen lagerväxter.

## Dottertaxa tillCryptocarya, i alfabetisk ordning[1]
- Cryptocarya acuminata
- Cryptocarya acutifolia
- Cryptocarya agathophylla
- Cryptocarya ainikinii
- Cryptocarya alba
- Cryptocarya albifrons
- Cryptocarya albiramea
- Cryptocarya alleniana
- Cryptocarya alseodaphnifolia
- Cryptocarya alticola
- Cryptocarya ambrensis
- Cryptocarya ampla
- Cryptocarya amygdalina
- Cryptocarya anamalayana
- Cryptocarya andamanica
- Cryptocarya angica
- Cryptocarya angulata
- Cryptocarya angustifolia
- Cryptocarya annamensis
- Cryptocarya apamifolia
- Cryptocarya archboldiana
- Cryptocarya arfakensis
- Cryptocarya argyrophylla
- Cryptocarya aristata
- Cryptocarya aschersoniana
- Cryptocarya atra
- Cryptocarya aurea
- Cryptocarya aureobrunnea
- Cryptocarya aureosericea
- Cryptocarya austrokweichouensis
- Cryptocarya balakrishnanii
- Cryptocarya bamagana
- Cryptocarya barbellata
- Cryptocarya beddomei
- Cryptocarya beilschmiediifolia
- Cryptocarya bellendenkerana
- Cryptocarya bernhardiensis
- Cryptocarya bhutanica
- Cryptocarya bidwillii
- Cryptocarya biswasii
- Cryptocarya bitriplinervia
- Cryptocarya boemiensis
- Cryptocarya borneensis
- Cryptocarya botelhensis
- Cryptocarya bourdillonii
- Cryptocarya brachythyrsa
- Cryptocarya bracteolata
- Cryptocarya brassii
- Cryptocarya brevipes
- Cryptocarya bullata
- Cryptocarya burckeana
- Cryptocarya burkillii
- Cryptocarya caesia
- Cryptocarya cagayanensis
- Cryptocarya calandoi
- Cryptocarya calcicola
- Cryptocarya calderi
- Cryptocarya camptodroma
- Cryptocarya capuronii
- Cryptocarya carrii
- Cryptocarya caryoptera
- Cryptocarya cavei
- Cryptocarya ceramica
- Cryptocarya cercophylla
- Cryptocarya chanthaburiensis
- Cryptocarya chartacea
- Cryptocarya chinensis
- Cryptocarya chingii
- Cryptocarya cinnamomifolia
- Cryptocarya citriformis
- Cryptocarya clarksoniana
- Cryptocarya claudiana
- Cryptocarya cocosoides
- Cryptocarya concinna
- Cryptocarya constricta
- Cryptocarya cordata
- Cryptocarya cordifolia
- Cryptocarya corrugata
- Cryptocarya costata
- Cryptocarya crassinerviopsis
- Cryptocarya cunninghamii
- Cryptocarya cuprea
- Cryptocarya darusensis
- Cryptocarya dekae
- Cryptocarya densiflora
- Cryptocarya depauperata
- Cryptocarya depressa
- Cryptocarya dipterocarpifolia
- Cryptocarya diversifolia
- Cryptocarya dorrigoensis
- Cryptocarya elegans
- Cryptocarya elliptica
- Cryptocarya elliptilimba
- Cryptocarya elmeri
- Cryptocarya elongata
- Cryptocarya endiandrifolia
- Cryptocarya enervis
- Cryptocarya engleriana
- Cryptocarya erythroxylon
- Cryptocarya euphlebia
- Cryptocarya exfoliata
- Cryptocarya fagifolia
- Cryptocarya ferrarsii
- Cryptocarya ferrea
- Cryptocarya filicifolia
- Cryptocarya flavisperma
- Cryptocarya fleuryi
- Cryptocarya floydii
- Cryptocarya fluminensis
- Cryptocarya foetida
- Cryptocarya forbesii
- Cryptocarya foveolata
- Cryptocarya fulva
- Cryptocarya fusca
- Cryptocarya fuscopilosa
- Cryptocarya gigantocarpa
- Cryptocarya gigaphylla
- Cryptocarya glabella
- Cryptocarya glabriflora
- Cryptocarya glaucescens
- Cryptocarya glaucocarpa
- Cryptocarya globosa
- Cryptocarya gonioclada
- Cryptocarya gracilis
- Cryptocarya graehneriana
- Cryptocarya grandis
- Cryptocarya gregsonii
- Cryptocarya griffithiana
- Cryptocarya guianensis
- Cryptocarya guillauminii
- Cryptocarya hainanensis
- Cryptocarya hartleyi
- Cryptocarya helicina
- Cryptocarya hintonii
- Cryptocarya hornei
- Cryptocarya hypoglauca
- Cryptocarya hypospodia
- Cryptocarya idenburgensis
- Cryptocarya impressa
- Cryptocarya impressinervia
- Cryptocarya impressivena
- Cryptocarya infectoria
- Cryptocarya insularis
- Cryptocarya intermedia
- Cryptocarya invasiorum
- Cryptocarya iridescens
- Cryptocarya jacarepaguensis
- Cryptocarya kajewskii
- Cryptocarya kamahar
- Cryptocarya kostermansiana
- Cryptocarya krameri
- Cryptocarya kurzii
- Cryptocarya kwangtungensis
- Cryptocarya laevigata
- Cryptocarya lancifolia
- Cryptocarya lancilimba
- Cryptocarya laotica
- Cryptocarya latifolia
- Cryptocarya laurifolia
- Cryptocarya lecomtei
- Cryptocarya ledermannii
- Cryptocarya leiana
- Cryptocarya leptospermoides
- Cryptocarya leucophylla
- Cryptocarya liebertiana
- Cryptocarya lifuensis
- Cryptocarya litoralis
- Cryptocarya lividula
- Cryptocarya loheri
- Cryptocarya longifolia
- Cryptocarya longipaniculata
- Cryptocarya longipetiolata
- Cryptocarya louvelii
- Cryptocarya lucida
- Cryptocarya lyoniifolia
- Cryptocarya macdonaldii
- Cryptocarya mackeei
- Cryptocarya mackinnoniana
- Cryptocarya maclurei
- Cryptocarya macrocarpa
- Cryptocarya macrodesme
- Cryptocarya macrophylla
- Cryptocarya maculata
- Cryptocarya magnifolia
- Cryptocarya mandioccana
- Cryptocarya mannii
- Cryptocarya massoy
- Cryptocarya medicinalis
- Cryptocarya megaphylla
- Cryptocarya meisnerana
- Cryptocarya melanocarpa
- Cryptocarya membranacea
- Cryptocarya metcalfiana
- Cryptocarya micrantha
- Cryptocarya microcos
- Cryptocarya microneura
- Cryptocarya mindanaensis
- Cryptocarya minutifolia
- Cryptocarya moschata
- Cryptocarya multinervis
- Cryptocarya multipaniculata
- Cryptocarya murrayi
- Cryptocarya myrcioides
- Cryptocarya myrtifolia
- Cryptocarya nana
- Cryptocarya nigra
- Cryptocarya nitens
- Cryptocarya nothofagetorum
- Cryptocarya novaanglica
- Cryptocarya oblata
- Cryptocarya oblonga
- Cryptocarya oblongata
- Cryptocarya obovata
- Cryptocarya occidentalis
- Cryptocarya ochracea
- Cryptocarya ocoteifolia
- Cryptocarya odorata
- Cryptocarya oligocarpa
- Cryptocarya oligoneura
- Cryptocarya onoprienkoana
- Cryptocarya oubatchensis
- Cryptocarya ovalifolia
- Cryptocarya ovata
- Cryptocarya ovatocaudata
- Cryptocarya pachyphylla
- Cryptocarya palawanensis
- Cryptocarya pallens
- Cryptocarya pallidifolia
- Cryptocarya palmerensis
- Cryptocarya panamensis
- Cryptocarya parallelinervia
- Cryptocarya parinarifolia
- Cryptocarya parinarioides
- Cryptocarya parvifolia
- Cryptocarya paucinervia
- Cryptocarya pergamentacea
- Cryptocarya pergracilis
- Cryptocarya perlucida
- Cryptocarya petelotii
- Cryptocarya phyllostemon
- Cryptocarya pluricostata
- Cryptocarya polyneura
- Cryptocarya praetervisa
- Cryptocarya pulchella
- Cryptocarya pulchrinervia
- Cryptocarya pullenii
- Cryptocarya pusilla
- Cryptocarya pustulata
- Cryptocarya putida
- Cryptocarya rarinervia
- Cryptocarya renicarpa
- Cryptocarya resinosa
- Cryptocarya retusa
- Cryptocarya revoluta
- Cryptocarya rhizophoretum
- Cryptocarya rhodosperma
- Cryptocarya riedeliana
- Cryptocarya rifaii
- Cryptocarya rigida
- Cryptocarya rigidifolia
- Cryptocarya robynsiana
- Cryptocarya roemeri
- Cryptocarya rotundifolia
- Cryptocarya rubiginosa
- Cryptocarya rugulosa
- Cryptocarya ruruvaiensis
- Cryptocarya saccharata
- Cryptocarya saligna
- Cryptocarya samarensis
- Cryptocarya samoensis
- Cryptocarya schlechteri
- Cryptocarya schmidii
- Cryptocarya schoddei
- Cryptocarya sclerophylla
- Cryptocarya sellowiana
- Cryptocarya septentrionalis
- Cryptocarya sericeotriplinervia
- Cryptocarya shoreifolia
- Cryptocarya simonsii
- Cryptocarya sleumeri
- Cryptocarya smaragdina
- Cryptocarya spathulata
- Cryptocarya splendens
- Cryptocarya stocksii
- Cryptocarya strictifolia
- Cryptocarya subbullata
- Cryptocarya subcorymbosa
- Cryptocarya subfalcata
- Cryptocarya sublanuginosa
- Cryptocarya subtrinervis
- Cryptocarya subtriplinervia
- Cryptocarya subvelutina
- Cryptocarya sulavesiana
- Cryptocarya sulcata
- Cryptocarya sumatrana
- Cryptocarya sumbawaensis
- Cryptocarya tannaensis
- Cryptocarya tawaensis
- Cryptocarya tebaensis
- Cryptocarya tesselata
- Cryptocarya tetragona
- Cryptocarya teysmanniana
- Cryptocarya thouvenotii
- Cryptocarya todayensis
- Cryptocarya tomentosa
- Cryptocarya transversa
- Cryptocarya triplinervis
- Cryptocarya tsangii
- Cryptocarya tuanku-bujangii
- Cryptocarya turbinata
- Cryptocarya turrilliana
- Cryptocarya umbonata
- Cryptocarya vaccinioides
- Cryptocarya weinlandii
- Cryptocarya velloziana
- Cryptocarya velutina
- Cryptocarya velutinosa
- Cryptocarya verrucosa
- Cryptocarya whiffiniana
- Cryptocarya whiteana
- Cryptocarya vidalii
- Cryptocarya wiedensis
- Cryptocarya wightiana
- Cryptocarya wilderiana
- Cryptocarya williwilliana
- Cryptocarya wilsonii
- Cryptocarya viridiflora
- Cryptocarya womersleyi
- Cryptocarya woodii
- Cryptocarya wrayi
- Cryptocarya vulgaris
- Cryptocarya wyliei
- Cryptocarya xylophylla
- Cryptocarya yaanica
- Cryptocarya yasuniensis
- Cryptocarya yunnanensis
- Cryptocarya zamboangensis
- Cryptocarya zapoteoides
- Cryptocarya zollingeriana